# Platyspermation crassifolium
Platyspermation crassifolium är en tvåhjärtbladig växtart som beskrevs av Guillaum. Platyspermation crassifolium ingår i släktet Platyspermation och familjen Alseuosmiaceae. Inga underarter finns listade i Catalogue of Life.